# Нико Кранчар
Нико Кранчар (на хърватски: Niko Kranjčar, роден на 13 август в Загреб, Хърватия) е хърватски футболист, полузащтиник. Син е на Златко Кранчар треньор на хърватския национален отбор в периода 2004 – 2006. Неговата силна физика, добър поглед върху играта, хитрост, креативност и добро владеене на топката му дават блестяща кариера в националния отбор на страната си.

## Клубна Кариера
Нико Кранчар е юноша на Рапид Виена и Динамо Загреб, но повечето от юношеските си години прекарва в хърватския гранд. Въпреки това през 2005 г. след пререкания с ръководството шокира цяла Хърватия, като преминава в кръвния враг на Динамо – Хайдук Сплит. Цяла година в спортните медии се коментира този негов трансфер, а малко след него мениджъра му е намерен убит в дома си. Преминаването му Хайдук Сплит става най-скъпият трансфер на хърватски играч някога след преминаването на Едуардо да Силва от Динамо Загреб в Арсенал. Нико се появява в предаването на Евроспорт „Young guns firing for World Cup glory“ (В превод: „Млади оръжия стрелящи за Мондиал 2006“). В предаването се афектира главно върху млади таланти, които ще впечатлят с играта си на Мондиала в Германия. Нико Кранчар е избран за това предаване редом до играчи като Лионел Меси, Лукас Подолски и Сулей Мунтари.

След Световното първенство в Германия, пресата в цяла Европа праща суперлативи към Нико Кранчар и няколко европейски клуба започват да напират за подписа му. Най-настоятелни са френския Рен и испанския Селта. През август 2006 г. Рен праща оферта от 4.5 млн. евро до ръководството на Хайдук Сплит, но то отхвърля с мотива, че искат да задържат Нико Кранчар. По-късно на същия ден Нико Кранчар е продаден на Портсмут за 5.2 млн. евро.
Дебютира за „помпи“ на 1 октомври 2006 г. при загубата от Тотнъм Хотспър на Уайт Харт Лейн с 2:1. На 31 март вкарва първия си гол при равенството с Фулъм 1:1. В първия си сезон записва 24 мача и вкарва 2 гола.
През март 2016 г. подписва договор с Ню Йорк Космос.

## Международна кариера
Дебютира с националната фланелка на 18 август 2004 г. в приятелска среща срещу Израел. Редовно взима участие в мачовете за страната си по време на квалификациите за Мондиал 2006 и записва 9 мача и вкарва 2 гола.

Взима и дейно участие в квалификациите за Евро 2008 записвайки 12 мача и вкарвайки 2 гола.

Един от тези два гола е срещу Англия. След шут от близо 20 – 25 метра вкарва след доста неадекватна намеса на Скот Карсън. Този мач Хърватия го печели с 2:3 изхвърляйки Англия от Европейското в Австрия и Швейцария през 2008 г.